# Владушичи
Владушичи (на сръбски: Владушићи) е село в Босна и Херцеговина, разположено в община Требине, в ентитета на Република Сръбска. Населението му според преброяването през 2013 г. е 4 души, от тях: 4 (100,00 %) сърби.

## Население
Численост на населението според преброяванията през годините:
- 1961 – 43 души
- 1971 – 45 души
- 1981 – 40 души
- 1991 – 21 души
- 2013 – 4 души